# Witkeelbreedbektiran
De witkeelbreedbektiran (Platyrinchus mystaceus) is een zangvogel uit de familie Tyrannidae (tirannen).

## Verspreiding en leefgebied
Deze soort komt voor van Costa Rica tot Bolivia en in het noorden en oosten van Zuid-Amerika. Er zijn veertien ondersoorten:
- P. m. neglectus: van oostelijk Costa Rica tot oostelijk Colombia en westelijk Venezuela.
- P. m. perijanus: Serranía del Perijá (grensgebied Colombia en Venezuela).
- P. m. insularis: noordelijk Venezuela en Trinidad.
- P. m. imatacae: oostelijk-centraal Venezuela.
- P. m. ventralis: uiterst zuidelijk Venezuela en aangrenzend noordwestelijk Brazilië.
- P. m. duidae: van de tepuis van zuidelijk-centraal Venezuela tot noordelijk Roraima (Brazilië).
- P. m. ptaritepui: de tepuis van zuidoostelijk Venezuela.
- P. m. albogularis: westelijk Colombia en westelijk Ecuador.
- P. m. zamorae: oostelijk Ecuador en noordelijk Peru.
- P. m. partridgei: zuidelijk Peru, noordelijke en westelijk Bolivia.
- P. m. mystaceus: zuidoostelijk Brazilië, Paraguay en noordoostelijk Argentinië.
- P. m. bifasciatus: van noordelijk Bolivia tot zuidelijk-centraal Brazilië.
- P. m. cancromus: oostelijk Brazilië.
- P. m. niveigularis: noordoostelijk Brazilië.

## Status
De grootte van de populatie is niet gekwantificeerd maar de soort wordt omschreven als vrij algemeen. Op de Rode lijst van de IUCN heeft deze soort de status niet bedreigd.